# Fotez Breg
Fotez Breg es una localidad de Croacia situada en el municipio de Donja Voća, en el condado de Varaždin. Según el censo de 2021, tiene una población de 60 habitantes.

## Demografía
| Gráfica de población de Fotez Breg 1857-2021                       |
|                                                                    |
| Según los censos de población de la Oficina de Estadísticas Croata |